# Pápula

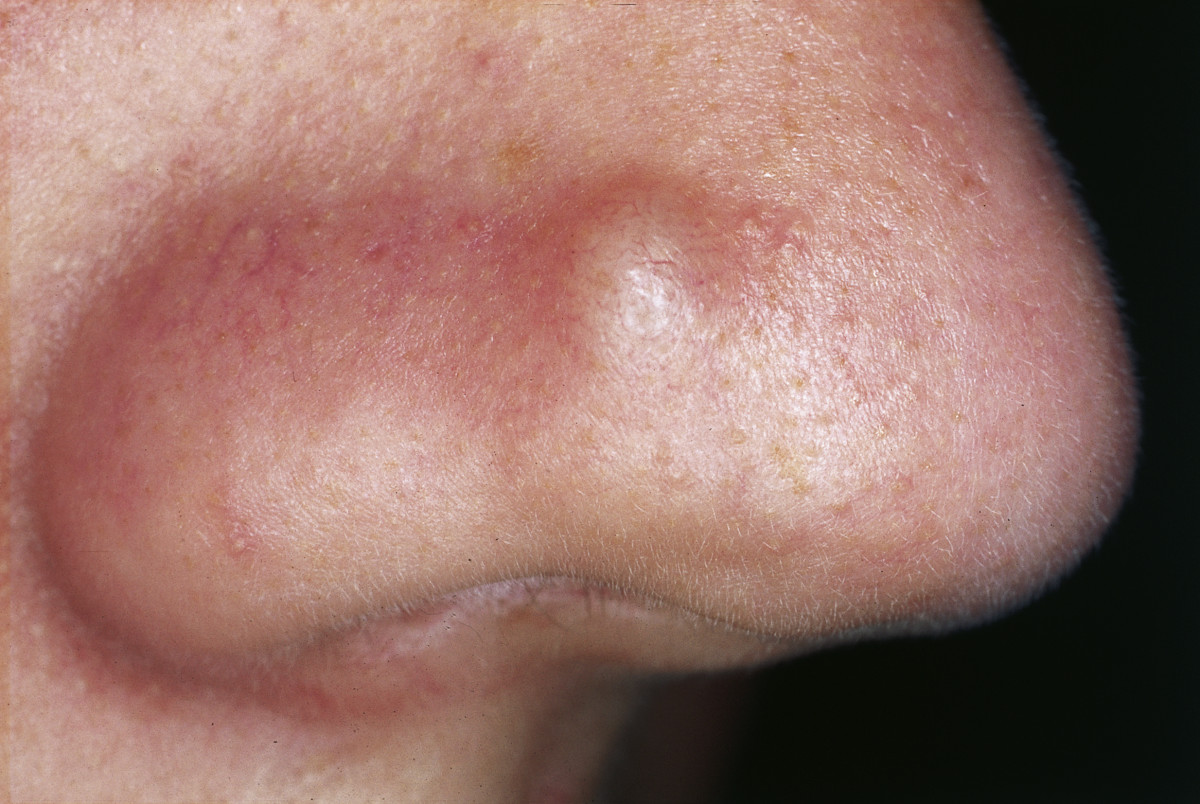
Pápula fibrosa no nariz

Pápula é uma lesão sólida da pele, elevada, com menos de 1 cm de diâmetro. São superficiais, bem delimitadas e facilmente detectáveis mediante o deslizamento das polpas digitais sobre elas. Podem ser puntiformes ou um pouco maiores com a mesma coloração da pele, ou ainda de cor rósea, arroxeada e castanha.

## Principais causas
- Inflamação
- Presença de uma infecção. Ex: Histoplasmose
- Hipertrofia de células da pele
- Acne